# IC 1904
IC 1904 ist eine Balken-Spiralgalaxie vom Hubble-Typ SBab im Sternbild Fornax am Südsternhimmel. Sie ist schätzungsweise 203 Millionen Lichtjahre von der Milchstraße entfernt und hat einen Durchmesser von etwa 85.000 Lj.
Das Objekt wurde im Jahr 1899 von DeLisle Stewart entdeckt.